# Tim Duncan
Timothy Theodore "Tim" Duncan, född 25 april 1976 i Christiansted, Amerikanska Jungfruöarna, är en amerikansk före detta basketspelare. Han spelade för San Antonio Spurs i NBA, huvudsakligen på positionen power forward, och ansågs som tidernas kanske bäste på denna position.

## NBA-karriär
Tim Duncan vann tillsammans med sitt lag San Antonio Spurs NBA-titeln 1999, 2003, 2005, 2007 och 2014. Tre av dessa gånger blev han vald till finalseriens mest värdefulla spelare (1999, 2003 och 2005). 
En gång blev han vald till grundseriens mest värdefulla spelare (2003).
Duncan spelade i 14 NBA All Star-matcher och en gång vann han pris som matchens mest värdefulla spelare (2000).

## Landslagskarriär
Tim Duncan tog OS-brons i basket 2004 i Aten. Detta var USA:s andra basketbrons i olympiska sommarspelen.